# Nikolaj Kocvár
Nikolaj (* 19. Dezember 1927 in Hanigovce als Mikuláš Kocvár; † 31. Januar 2006 in Prešov) war Metropolit von Prag der tschechischen Länder und der Slowakei.
Kocvár wurde am 5. August 1950 in der Alexander-Newski-Kathedrale in Prešov zum Priester geweiht und besuchte von 1955 bis 1959 die Skola Teologicka duchovna akademia Zagorsk. 1959 war er Kandidat der Moskauer Geistlichen Akademie. Am 25. Februar 1965 wurde er Archimandrit. Am 28. Februar 1965 erfolgte die Bischofsweihe und er wurde Bischof von Prešov.
Am 4. Juni 2000 folgte Nikolaj, seit 1988 Erzbischof, Dorotheus im Amt als Metropolit von Tschechien und der Slowakei.
Seine Vorgänger als Metropoliten waren Savvatij Vrabec (1923–1951), Gorazd (1925 – ermordet 1942) und Dorotheus (1964–1999).
| Personendaten    | Personendaten                                                                             |
| ---------------- | ----------------------------------------------------------------------------------------- |
| NAME             | Kocvár, Nikolaj                                                                           |
| ALTERNATIVNAMEN  | Kocvár, Mikuláš (Geburtsname); Nikolaj                                                    |
| KURZBESCHREIBUNG | tschechischer Geistlicher, Metropolit von Prag, der tschechischen Länder und der Slowakei |
| GEBURTSDATUM     | 19. Dezember 1927                                                                         |
| GEBURTSORT       | Hanigovce                                                                                 |
| STERBEDATUM      | 31. Januar 2006                                                                           |
| STERBEORT        | Prešov                                                                                    |